# Peter Spary
Peter Spary (* 12. März 1940 in Beuthen, Oberschlesien; † 2. Juli 2025 in Bonn) war ein deutscher Verbandsfunktionär und Lobbyist.

## Leben
Nach seinem Abitur am neusprachlichen Zweig des Jungengymnasiums 1960 in Bottrop studierte Spary bis 1964 an der Philosophischen und an der Rechts- und Staatswissenschaftlichen Fakultät der Universität des Saarlandes sowie an der Rechts- und Staatswissenschaftlichen Fakultät der Universität Innsbruck. Nach dem Diplom als Volkswirt in Innsbruck (Note ausgezeichnet) im Mai 1964 promovierte er mit magna cum laude 1967 zum Dr. rer. oec. in Innsbruck. Ab dem August 1964 war er mit Helga Spary, geborene Hager, verheiratet und hatte mit ihr zwei Töchter (geboren 1965 und 1969).
Spary begann seine berufliche Laufbahn 1964 in Bonn als wissenschaftlicher Referent bei der Gesellschaft zum Studium strukturpolitischer Fragen e. V. und war von 1967 bis 1990 Geschäftsführer des Diskussionskreises Mittelstand der CDU/CSU-Bundestagsfraktion sowie ab 1975 bis 1990 zusätzlich Hauptgeschäftsführer der Mittelstandsvereinigung der CDU/CSU. Neben seiner Funktion als geschäftsführender Gesellschafter der Mittelstands-Verlagsgesellschaft zwischen 1975 und 1993 war er zudem von 1974 bis 1984 Lehrbeauftragter für Wirtschaftspolitik an der Katholischen Fachhochschule Nordrhein-Westfalen in Aachen. 1990 bis 2001 war Spary Hauptgeschäftsführer des Bundesverbandes des Deutschen Groß- und Außenhandels (BGA). Damit verbunden waren seine Geschäftsführertätigkeiten bei der Dienstleistungs- und Verlagsgesellschaft des BGA, der Versicherungsstelle der Deutschen Groß- und Außenhandelsgesellschaft VGA GmbH. Zwischen 1995 und 1997 war er zusätzlich auch der Geschäftsführer des Gemeinschaftsausschusses der Deutschen Gewerblichen Wirtschaft.
Nach seinem Ausscheiden als Hauptgeschäftsführer des Bundesverbandes des Deutschen Groß- und Außenhandels gründete Spary 2002 das Büro für Verbands- und Politikkommunikation Spary Network Communication (SNC), das er bis zu seinem Tode leitete. Ab 2002 war er außerdem Geschäftsführer der Gütegemeinschaft Brandschutz e. V. GBA, seit 2006 geschäftsführendes Präsidialmitglied des Wirtschaftsverbandes Brandschutz. Am 10. Juni 2021 schied Spary aus dieser beruflichen Funktion aus, blieb aber bis September 2023 weiter ehrenamtliches Präsidialmitglied des Wirtschaftsverbandes Brandschutz. Spary wurde 2022 zum Ehrenmitglied der Gütegemeinschaft Brandschutz gewählt. Von 2008 bis 2018 war er Mitglied des Aufsichtsrates der Konsumgenossenschaft Berlin und Umgebung. Seit 2012 war er Delegierter des Vorstandes des Verbandes der Daunen- und Federnindustrie e. V. (VDV) und des Präsidiums der European Down und Feather Association. Ab dem Jahr 2002 bis zum Jahr 2018 war Spary u. a. tätig für die Aktion Pro Eigenheim, die Initiative Individuelles Heizen, den GVA Gesamtverband Autoteile-Handel e. V., die Deutsche AIDS-Stiftung, die FernUniversität in Hagen, den Bundesverband für Wohnungslüftung e. V. und den Verband privater Bauherren e. V.
Über seine Arbeit als Lobbyist gab er im Oktober 2014 für die satirische heute-show des ZDF, in der er als der „mutmaßlich mächtigste Mann Deutschlands“ betitelt wurde, unerwartet umfassenden Einblick. Das Internetportal abgeordnetenwatch.de erwählte ihn daraufhin zum Vorzeigestück seiner Kampagne gegen Lobbyismus und Abgeordnetenbestechung.
Am 2. Juli 2025 starb Peter Spary im Alter von 85 Jahren in Bonn.  Er ist in einem Urnengrab auf dem Friedhof „Om Berg“ in Bonn-Hoholz bestattet.

## Ehrenamtliche Tätigkeiten
Spary war in großem Umfang ehrenamtlich tätig, beispielsweise:
- Verein zur Förderung der Wettbewerbswirtschaft, geschäftsführendes Vorstandsmitglied von 1980 bis 1995 sowie von 2002 bis 2021 und seither Mitglied des Vorstandes
- Deutsch-Ungarische Gesellschaft in der Bundesrepublik Deutschland, Präsident von 1999 bis 2019, Ehrenpräsident seit 2019[5]
- Deutsche Afrika Stiftung, Schatzmeister, dann Justiziar und Mitglied des Präsidiums bis 2017, seit 2019 Mitglied des Kuratoriums
- Förderverein der Deutschen Afrika-Stiftung, Schatzmeister
- Deutsch-Jordanische Gesellschaft, Vizepräsident seit 2002
- Deutsch-Mosambikanische Gesellschaft, Vizepräsident von 1994–2020, seit 2020 Mitglied des Präsidiums und seit 2021 Mitglied des Politisch-Parlamentarischen Beirats
- Deutsch-Usbekische Gesellschaft, Vizepräsident seit 2002
- Deutsch-Taiwanische Gesellschaft, Mitglied des Beirates seit 2004
- Deutsch-Ukrainische Gesellschaft für Wirtschaft und Wissenschaft, Generalsekretär seit 2005
- Deutsch-Ukrainisches Forum, Mitglied des Vorstandes seit 2013
- Mérite Européen – Freundes- und Förderkreis Deutschland, Vizepräsident und Schatzmeister seit 1995
- Deutsch-Albanische Wirtschaftsgesellschaft, Präsidiumsmitglied seit 1994
- Studiengesellschaft für Mittelstandsfragen, Mitglied des wissenschaftlichen Beirates
- Deutsch-Arabische Freundschaftsgesellschaft, Mitglied des Beirates seit 2008
- Colloquium Humanum – Forum für internationale Begegnung, Mitglied des Beirates seit 2010
- Ars Dormiendi e. V., Ehrenpräsident seit 2017
- Deutsch-Portugiesischer Industrie- und Handelsverband, Vorsitzender des Beirats seit 1996
- Beauftragter des Vorstandes des Deutsch-Eurasischen Wirtschaftsbundes e. V., seit 2015

## Ehrungen und Auszeichnungen
Spary erhielt für seine Tätigkeiten folgende Auszeichnungen:
- Bundesverdienstkreuz am Bande (1983)
- Großes Silbernes Ehrenzeichen für Verdienste um die Republik Österreich (1991)
- Deutscher Mittelstandspreis (1987)
- Mérite Européen in Silber der Fondation du Mérite Européen (1990)
- Mérite Européen in Gold der Fondation du Mérite Européen (2017)
- Handwerkszeichen in Gold des Zentralverbandes des Deutschen Handwerks (1990)
- Verdienstkreuz Erster Klasse des Verdienstordens der Bundesrepublik Deutschland (1997)
- Nationaler Orden des Löwen in der Offiziersklasse des Präsidenten der Republik Senegal (1997)
- Ritterkreuz des Verdienstordens der Republik Ungarn (2007)
- Verleihung der Ehrendoktorwürde durch die Ukrainische Freie Universität in München (2010)
- Ernennung zum Honorarprofessor an der Wisconsin International University in Kiew (2012), heute Ukrainian-American Concordia University (UACU)
- Offizierskreuz des Verdienstordens der Republik Ungarn (2019)
- Preis der Deutsch-Ungarischen Freundschaft (2022)